# 오와쿠다니역
오와쿠다니역(일본어: 大涌谷駅)은 일본 가나가와현 아시가라시모군 하코네정에 위치한 하코네 로프웨이의 역이다. 역 번호는 OH 63이다.

## 개요
하코네 케이블카 중간역이지만 본 역에서 분단되어 있기 때문에, 소운잔 역 방면과 도겐다이 역 방면은 본 역에서 환승해야 한다.
2000년 1월까지 구형 케이블카 시절에는, 승차한 상태로 본 역을 통과할 수 있었지만, 2000년 1월부터 2002년 6월까지 진행된 당역 ~ 소운잔 역 구간 신형 케이블카 교체 공사 완공 이후 환승역이 되었다.
2006년 6월 1일부터 2007년 5월 31일까지 당역 ~ 도겐다이 역 구간도 신형 케이블카로 교체 공사를 하여 2007년 6월에 전 노선 신형 케이블카가 되어 재개하였지만, 본 역을 기점으로 설비가 나뉘기 때문에 계속 환승이 필요하다.

## 역사
- 1959년 12월 5일: 영업 개시[2]. 당초 종착역이었음[2].
- 1960년 9월 7일: 당역 ~ 도겐다이 역 구간 개통에 따라 중간역이 됨.
- 2012년 4월 17일: 경년에 따른 재건축 공사(총 공사비 약 10억엔)로 인하여 가설역 영업 개시.
- 2013년 4월 24일: 신역사의 영업 개시.
- 2015년 5월 6일: 하코네 산의 분화 경계 수준이 2로 오름에 따라, 하코네 로프웨이 전 노선 운휴.
- 2016년
  - 4월 23일: 우바코 ~ 당역 구간 운행 재개. 단, 화산 가스의 영향으로 역사 밖으로 나갈 수 없었으며 역사 내부도 일부 출입으로 한정됨[3].
  - 7월 26일: 전 노선 운행 재개.

## 역 구조
현재의 역사는 2013년 4월 22일에 영업 시작한 것으로 지하 1층, 지상 2층에서 오와쿠다니 분연지의 웅대한 경관과 조화한 것이다. 레스토랑 "오와쿠다니 역 식당"과 매점 "오와쿠다니 역점"이 역사 내에서 영업하고 있다.
본 역에는 본 역부터 소운잔 역까지 노선의 케이블카를 운행하는 근원이 되는 발전 설비가 설치되어 있다.

## 역 주변
- 오와쿠다니

## 사진

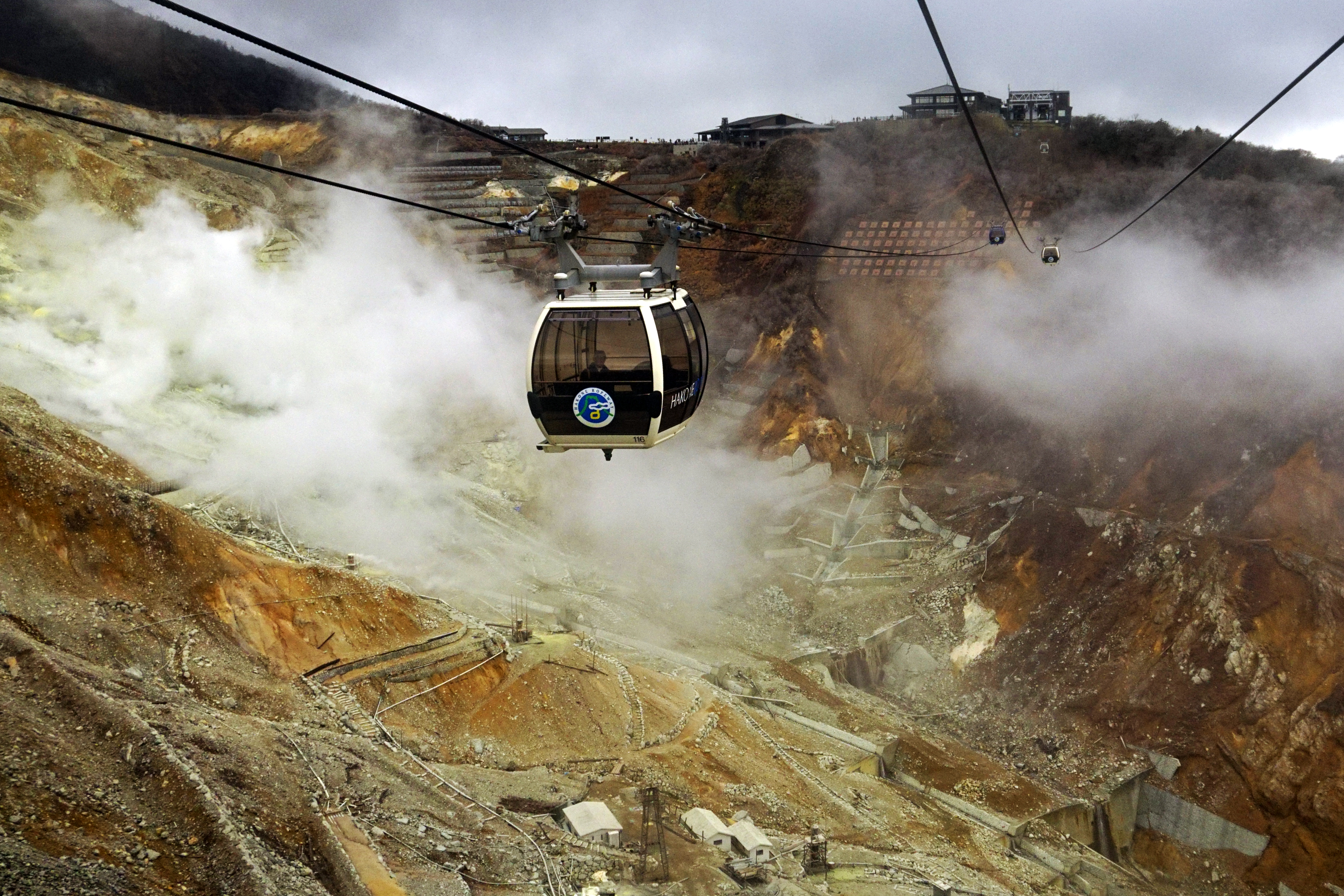
역 인근 풍경
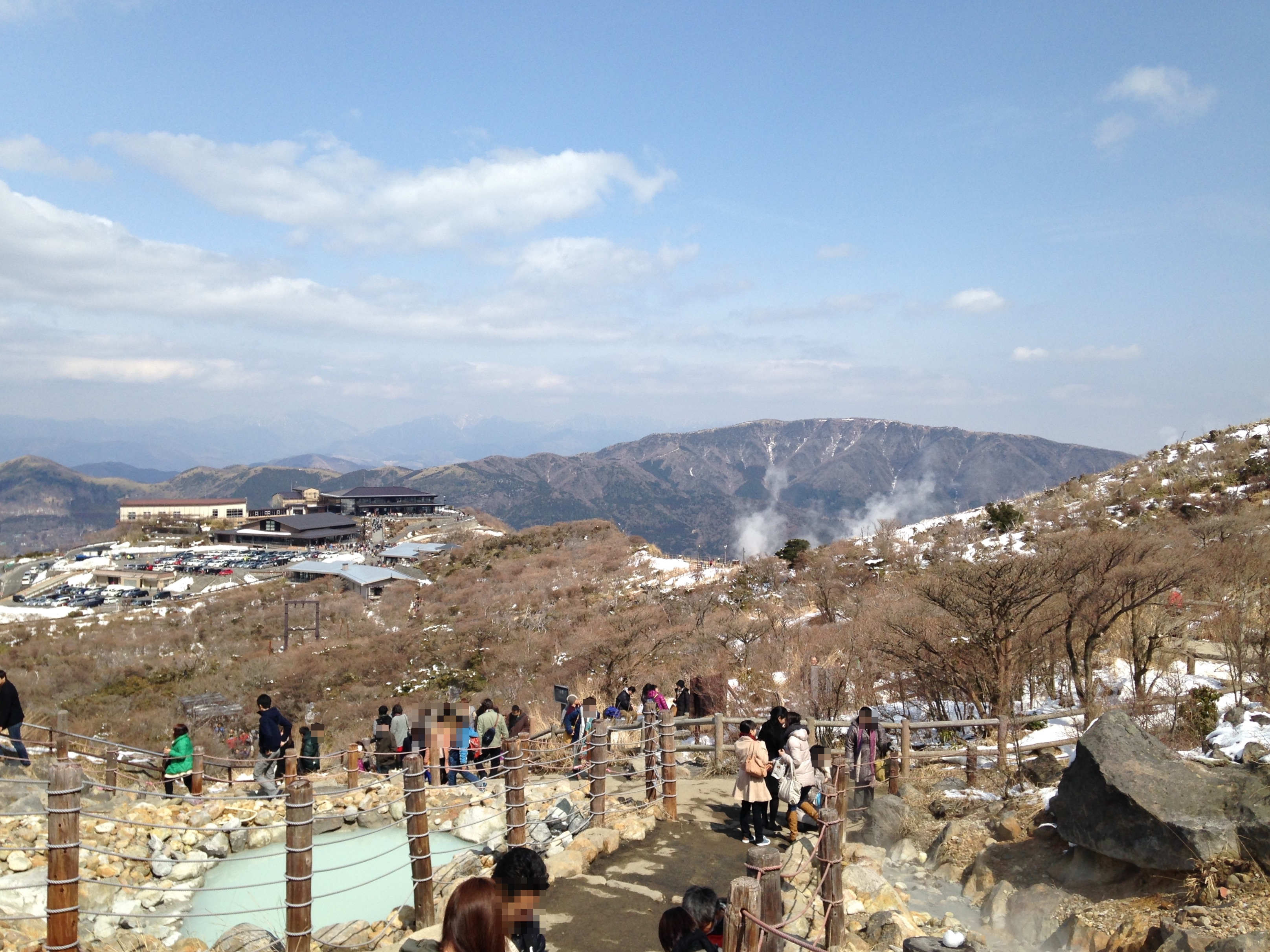
묘진가타케 산과 오와쿠다니 골짜기
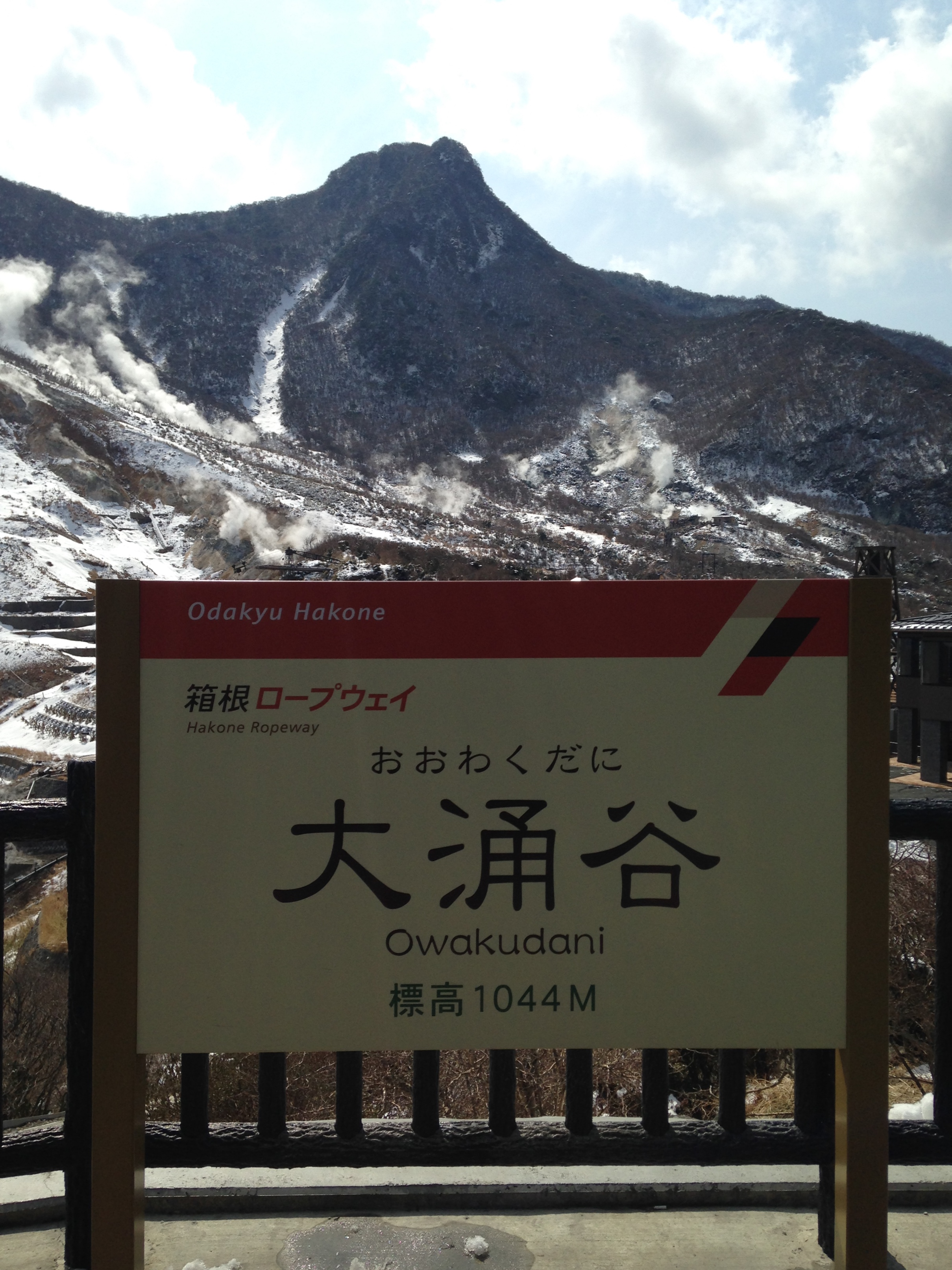
역명 표

## 인접역
| 하코네 로프웨이 하코네 로프웨이 | 하코네 로프웨이 하코네 로프웨이 | 하코네 로프웨이 하코네 로프웨이 |
| ------------------------------- | ------------------------------- | ------------------------------- |
| OH 62 소운잔 소운잔 방면        |                                 | 우바코 OH 64 도겐다이 방면      |

## 같이 보기
- 오와쿠다니